# 妈妈再爱我一次
《妈妈再爱我一次》是1988年發行上映的台灣電影，改编自台湾的民间故事《疯女十八年》。是由陈朱煌执导的低成本伦理悲剧片。
在台灣公映時，沒有得到觀眾重視，放映幾天就下片。不過，1990年時影片意外在中國大陆因觀眾口碑造成轟動，首先是在武漢熱起來，接下來是上海，全國聯映是在同年9月份，當時造成萬人空巷的觀影盛況。到1990年底，共發行397個拷貝，觀眾人數超過2億，票房上億人民幣，若換算為今日票價，約100億人民幣的驚人總票房。

## 剧情
富家子弟林国荣与黄秋霞真心相爱，本已准备结婚，但因黄秋霞身世不好（黄秋霞为他人私生女，由母亲独自抚养长大），遭林母万般阻挠，并将他们强行拆散，可是黄秋霞已怀有林国荣的孩子，无奈只能投靠乡下姨母家，并生下儿子志强。在家人的安排下，林国荣娶了和他门当户对的女子为妻。而黄秋霞却独自一人辛苦的抚养着孩子长大，母子二人相依为命，感情非常深厚。
几年后，林国荣的妻子被证实不能生育，为了延续林家香火，林父林母开始打起了志强的主意，他们开出各种条件想要将志强带离秋霞身边，林母甚至准备将秋霞告上法庭。后来，出于对志强未来发展的考虑，秋霞忍痛同意了将志强带回林家抚养的请求。离开母亲的志强整天思念着母亲，怀念着和母亲在一起的日子，于是屡次试图回到母亲身边。在一个刮着台风下着大雨的夜晚，志强逃到了曾经和母亲一起祈祷过的寺庙门口，第二天志强被家人发现时已经昏迷，秋霞为自己当时的错误决定后悔不已，一时情绪激动失足跌下楼梯，导致她丧失了所有记忆并且变成了一个疯子。
多年后，留学归国的志强在疯人院发现了一个手里抱着熊猫、目光呆滞的女患者，志强辨认出这就是他失踪多年的母亲黄秋霞，但秋霞此时却不能辨认出眼前的儿子，于是志强抱着母亲，唱着自己小时候曾经唱给母亲听过的《妈妈好》，歌声中，秋霞终于想起了所有的往事，最终母子相认。

## 演员表
- 楊貴媚 飾 黄秋霞
- 李小飛 飾 林國榮
- 謝小魚 飾 林志强（童年）
- 孫亞東 飾 林志強（成年）
- 文英 飾 秋霞的姨母
- 陳淑芳 飾 國榮母
- 駱明 飾 國榮父
- 賴德南
- 陳琪
- 方龍
- 張順興
- 彭曉蘭
- 邵羅輝
- 鄭學琳
- 何臺
- 雷峰

## 反应
該片在台灣口碑與票房皆不出色，上映几天即匆匆下线，也未获得海外上映机会；但在大陆卻締造了驚人的票房紀錄。
1990年6月左右，《妈妈再爱我一次》开始在大陆部分地区试映，首先在武汉獲得熱度，隨後擴散至上海等地，9月份在整個中國大陸範圍内铺开放映。1990年年底时，共发行了397个拷贝，观影人数已超过2亿，票房高達上亿元人民幣（當時中國大陸的電影票價約為1~3元），甚至引發了觀衆帶著手帕進戲院哇哇大哭的集體觀影現象。据说，当时每个从影院里看完此片出来的人，手里都攥着哭湿的手帕。而黄秋霞的扮演者杨贵媚，也因为此片在大陆获得了很高的支持度，成为了大陆最知名的以“妈妈”形象為代表的演員，以及當地人口中的"手帕影后"。知名影視網站豆瓣網上，有高達8.3分的觀眾評價分數。

## 外部連結
- 豆瓣电影上《媽媽再愛我一次》的資料 （简体中文）
- 时光网上《妈妈再爱我一次》的資料（简体中文）
- 爛番茄上《妈妈再爱我一次》的資料（英文）
- 互联网电影数据库（IMDb）上《妈妈再爱我一次》的资料（英文）